# RAF Lakenheath
RAF Lakenheath (code IATA : LKZ • code OACI : EGUL) est une base aérienne des United States Air Forces in Europe près de Lakenheath dans le Suffolk en Angleterre.

## Historique

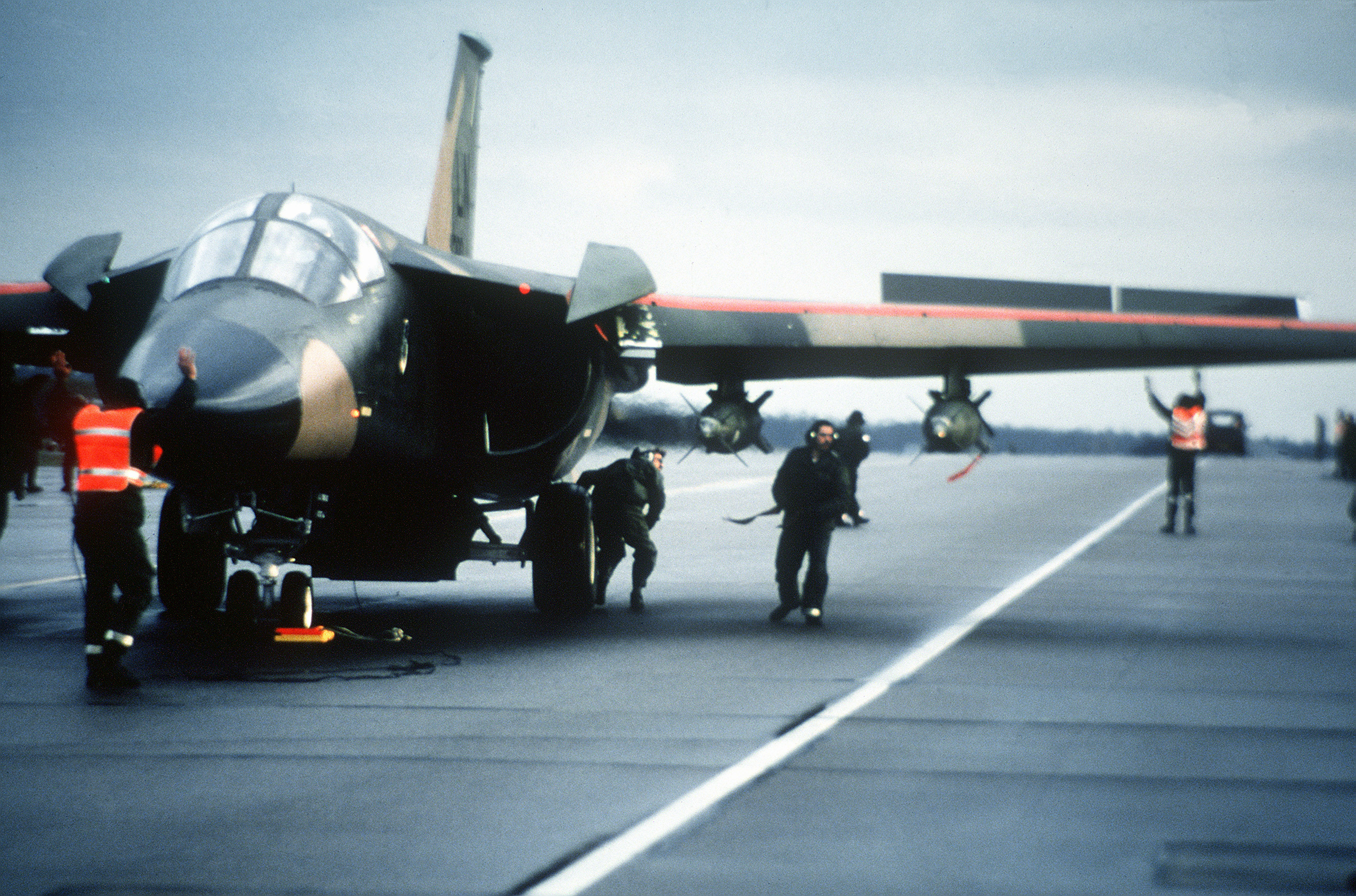
Le personnel au sol de la RAF Lakenheath prépare un F-111F du 48th Tactical Fighter Wing pour l'opération El Dorado Canyon une attaque aérienne contre la Libye en avril 1986.

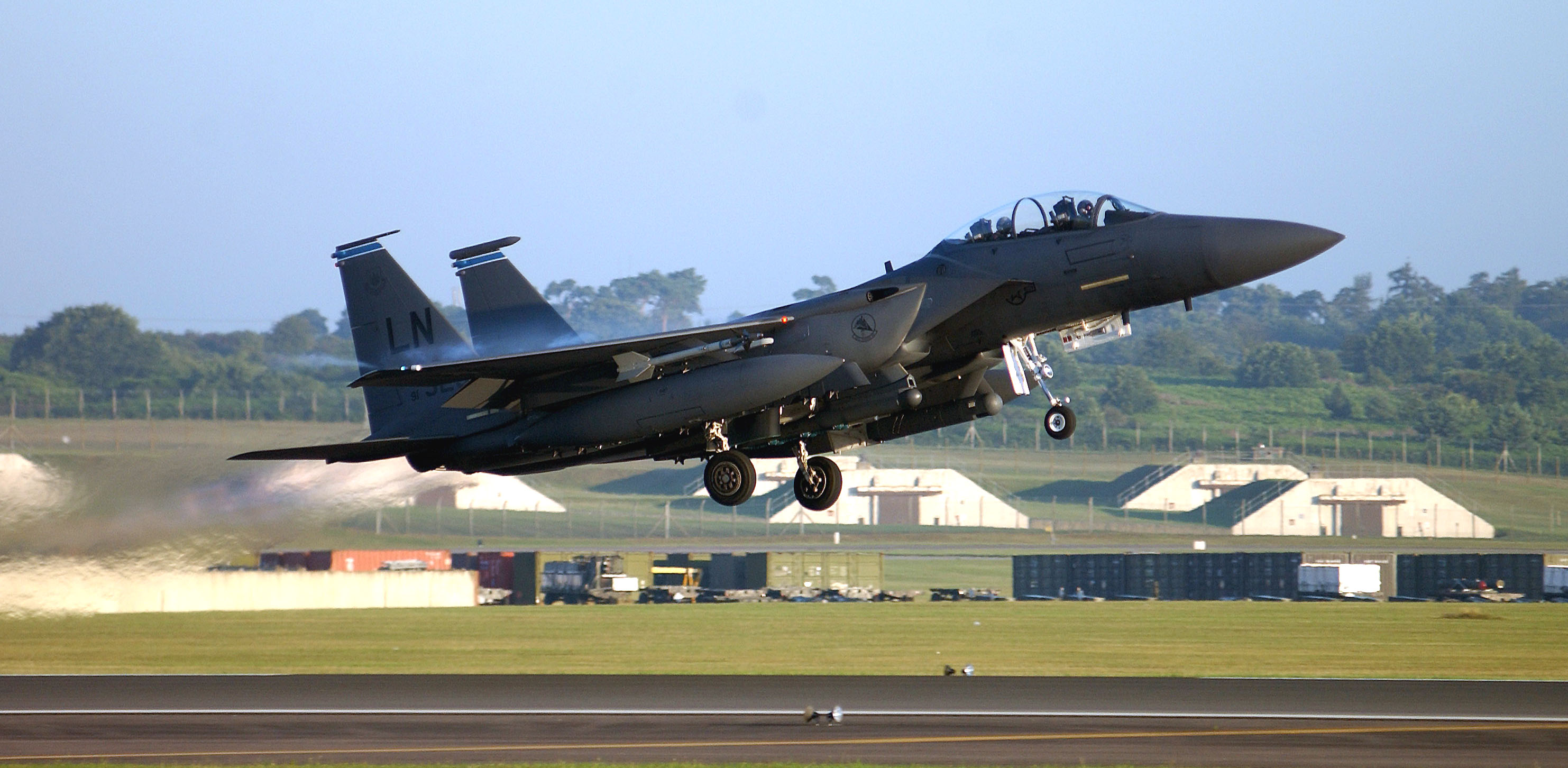
F-15E du 494th Fighter Squadron au décollage de RAF Lakenheath en 2003

La construction de l'aérodrome fut décidée en 1940 lors de la Seconde Guerre mondiale et les premières unités de la Royal Air Force l'occupèrent dès 1941.
Le 27 novembre 1948, le contrôle opérationnel de la base fut transféré de la RAF à l'USAFE et des bombardiers du Strategic Air Command s'y installèrent au début de la guerre froide.
La base abrite actuellement le 48th Fighter Wing équipé de F-15C et F-15E, de F-35 et sert de ressource pour le Arctic Challenge Exercise.

## Première Guerre mondiale
La première utilisation du Lakenheath Warren remonte à la Première Guerre mondiale, période où il servit de polygone pour des exercices de bombardement.

## Seconde Guerre mondiale

### Royal Air Force
En 1940, le Air Ministry choisit l'emplacement de Lakenheath comme une alternative à la base de Mildenhall. Elle fut utilisée dans un premier temps comme leurre pour détourner les attaques de la Luftwaffe de Mildenhall grâce à l'installation de lumières, de pistes et d'avions factices.
L'aérodrome de Lakenheath fut réellement utilisé par des unités du RAF à partir de la fin 1941. Cette base servit rapidement comme aérodrome de secours pour les bombardiers Short Stirling du No. 149 Squadron RAF en cas de conditions météorologiques difficiles sur la base principale de Mildenhall.

## Guerre froide
Elle est utilisée par l'United States Air Force in Europe depuis la Guerre froide. Des bombardiers du Strategic Air Command y stationnent à partir de 1949. Le 48th Fighter Wing y stationnent à partir de 1960.
Deux accidents impliquant des armes nucléaires américaines ont lieu le 27 juillet 1956 et le 29 janvier 1961. Ces armes sont stationnées jusqu'au retrait des B61 en 2008, en juillet 2024, des médias écrivent qu'il est probable que des B-61 y soient transporté le 17 juillet 2025,.